# Lestes spatula
Lestes spatula là loài chuồn chuồn trong họ Lestidae. Loài này được Fraser mô tả khoa học đầu tiên năm 1946.